# 山根和俊
山根 和俊（やまね かずとし、1970年8月10日 - ）は、日本の漫画家。三重県出身、京都府育ち。

## 経歴
- 1989年、「BERSERK」がホップ☆ステップ賞にて佳作を受賞。その後、萩原一至のアシスタントになり[2]、同時にゲームメーカーウルフ・チームにアルバイトとして勤務した。
- 『アークス・オデッセイ(移植版タイトル：アークス・スピリッツ）』『アーネストエバンス』『エル・ヴィエント』『アークスIII』といった作品でキャラクターデザインやイラスト、ビジュアルシーン原画などを担当する。1991年にBEEP!メガドライブ（ソフトバンク）掲載の『エル・ヴィエント』漫画版で商業誌デビュー。なお、この連載の際に使ったペンネーム「上野哲也」は、同作の製作に携わったスタッフの名前をそのまま流用したものだった。
- 定金伸治の小説『ジハード』の挿絵を経て、『週刊少年ジャンプ』にて「超弩級戦士ジャスティス」にて連載デビュー。以降も『週刊少年ジャンプ』で連載を持つが、あまり支持を得られない時期が続いた。その後、『月刊少年ジャンプ』や『スーパージャンプ』などでも連載を行っていた。
- 2006年、『週刊少年チャンピオン』に移籍し「ギャンブルフィッシュ」（原作:青山広美）を連載開始する。2010年に連載終了。
- 2011年、『近代麻雀』で青山広美の過去作品『バード』のリメイク版『バード 〜最凶雀士VS天才魔術士〜』を連載する。その後、新規の続編『バード 〜雀界天使VS天才魔術師〜』『バード BLACK MARKET -闇市編-』を連載している。

## 作品リスト
- BARSERK（読み:バァーサーク、ホップ★ステップ賞SELECTION第4巻掲載、「山根和俊短編集 プロトタイプ」に収録）
- KILL BLADE（『週刊少年ジャンプ増刊 1990年SpringSpecial）
- SCORPIO（『週刊少年ジャンプ増刊』 1990年SummerSpecial、同短編集に収録）
- 魔剣戦記 DEICIDE（『週刊少年ジャンプ』 1993年30号）
- ジハード（『少年ジャンプ季節増刊号』1992年AS（オータムスペシャル） - 1993年SS（スプリングスペシャル）、原作：定金伸治）
- 超弩級戦士ジャスティス（『週刊少年ジャンプ』1993年48号 - 1994年11号、全2巻）
- クルセイド 〜風のヴァレリー〜（『月刊少年ジャンプ』1995年8月号 - 1996年3月号、原作：定金伸治、全2巻）
『ジハード』の翻案版。原作の描写や設定についてはあえて細部まで踏襲せず、山根が独自解釈で再構成している。
- オメガエンジェル （『週刊少年ジャンプ増刊』、1995年WinterSpecial、同短編集に収録）
- GANRYU（『週刊少年ジャンプ』 1997年1号、同短編集に収録）
- JOKER（『週刊少年ジャンプ』1997年15号(読切)　32号 - 47号、全2巻）
- 山根和俊短編集 プロトタイプ (1998年3月9日発行)
- CHOPPERS!!（『週刊少年ジャンプ』1998年19号）
- ガンリュウ（『月刊少年ジャンプ』2000年4月号 - 2003年2月号、全8巻）
- 大江戸バーリトゥード（『スーパージャンプ』2004年17号 - 2005年7号、『オースーパージャンプ』2005年5月号、原作：福内鬼外、全2巻）
- 蹴人（シュート）（『週刊少年チャンピオン』、2006年）[3]
- ギャンブルフィッシュ（『週刊少年チャンピオン』2007年10号 - 2010年33号、原作：青山広美、全19巻）
- バードシリーズ
  - バード 〜最凶雀士VS天才魔術師〜（『近代麻雀』、原作：青山広美、全2巻）
  - バード 〜雀界天使VS天才魔術師〜（『近代麻雀』、原作：青山広美、全3巻）
  - バード BLACK MARKET -闇市編-（『近代麻雀』、原作：青山広美、全9巻）
- 超人戦線（『チャンピオンRED』、原作：青山広美、全7巻）
- 林道タイガー（『ヤングチャンピオン』2020年No.20 - No.21）
- 黄金バット 大正髑髏奇譚（『チャンピオンRED』2023年2月号 - 2024年8月号、全18話、原作：神楽坂淳、全3巻）

## 逸話
- 上記の他にアメリカのコミックレーベルverotikで読切を数本掲載していた。
- 父が手塚治虫のファンで、それを読んでいたが、19歳まで漫画を描いたことがなく、バイクに夢中だった。高校卒業後に漫画家を目指すことになった[1]。
- 上記のようにハーレーダビッドソンやドゥカティに乗るバイカーでもあり、両腕にタトゥーを施している。バイク交通事故によって右腕を切断しかける事態に陥ったこともあり[4]、この際に『エル・ヴィエント』の連載を中断（打ち切り）している。
- ウルフ・チームのゲームソフト『アークスI・II・III』や、アーネストエバンズシリーズの最終作『アネット再び』の製作時には既にウルフ・チームでのアルバイトを辞めていたため参加していないが、前者では関連作『アークス・オデッセイ』や『アークスIII』のキャラクターデザインが流用されており、後者でも『アーネストエバンス』『エル・ヴィエント』における山根のデザインを踏襲の上で新規デザインが起こされている。
- 既婚者であり、『ギャンブルフィッシュ』11巻の単行本では妻の写真を掲載している。